# Erik Leijonhufvud (1853–1921)
Carl Erik Axelsson Leijonhufvud, född den 15 maj 1853 i Gävle, död den 12 maj 1921 i Stockholm, var en svensk friherre, militär och krigshistorisk författare. Han var son till Axel Leijonhufvud.
Leijonhufvud blev kadett vid Krigsskolan på Karlberg 1871 och utexaminerades 1874. Han blev underlöjtnant i Södermanlands regemente sistnämnda år och vid regementet 1877 samt löjtnant 1881. Leijonhufvud var adjutant vid Infanteriets volontärskola i Karlsborg 1883–1884, brandchef i Nyköping 1885–1889, stadsfullmäktig i Nyköping 1887–1889, ordonnansofficer vid Fjärde militärdistriktets stab 1889–1890 och adjutant där 1890–1895. Han blev kapten i regementet 1892 och vid regementet 1893, adjutant hos kronprinsen sistnämnda år och major vid nämnda regemente 1900. Leijonhufvud blev överstelöjtnant i armén 1903 och vid Vaxholms grenadjärregemente 1904. Han var adjutant hos kungen 1908–1910. Leijonhufvud beviljades avsked 1910 och blev överstelöjtnant i Södermanlands regementes reserv samma år. Han var befälhavare för Stockholms östra landstormsområde 1913–1919 och tillförordnad krigsarkivarie i maj 1918. Leijonhufvud invaldes som ledamot av Samfundet för utgivande av handskrifter rörande Skandinaviens historia 1906. Han blev riddare av Svärdsorden 1896. Leijonhufvud blev begraven i familjegraven i Lillkyrka kyrka i Närke.